# 23 tháng 10
Ngày 23 tháng 10 là ngày thứ 296 (297 trong năm nhuận) trong lịch Gregory. Còn 69 ngày trong năm.

## Sự kiện
- 42 TCN – Các cuộc nội chiến Cộng hoà La Mã: Tại Trận Philippi lần thứ hai, quân đội của Marcus Junius Brutus bị đánh bại một trận quyết định bởi Marcus Antonius và Augustus.
- 425 – Valentinianus III trở thành Hoàng đế của Đế quốc Tây La Mã ở độ tuổi lên 6.
- 937 – Ngô Đế Dương Phổ sai người giao ấn tín cho Tề vương Lý Biện, nước Ngô diệt vong.
- 1642 – Trận Edgehill, trận mở màn của Nội chiến Anh lần thứ nhất giữa những người bảo hoàng và phe nghị viện, diễn ra với kết quả bất phân thắng bại tại Edge Hill và Kineton phía Nam Warwickshire.
- 1868 – Thời kỳ Minh Trị của Thiên hoàng Minh Trị bắt đầu: Nhật Bản bắt đầu hiện đại hóa trở thành cường quốc.
- 1907 – Kinh hoàng năm 1907.
- 1896 – Vua Thành Thái ra sắc dụ thành lập trường Quốc học Huế.
- 1906 – Chuyến bay đầu tiên: Alberto Santos-Dumont lái chiếc máy bay Santos-Dumont 14-bis vượt 60 mét (200 ft) ở độ cao 2 - 3 mét (10 ft).
- 1944 –  Chiến tranh thế giới thứ 2: Trận chiến vịnh Leyte, hải chiến lớn nhất thế chiến 2
- 1945 - Quân đội Liên hiệp Pháp tấn công thị xã Nha Trang, trong sự kiện Pháp tuyên chiến với quân đội của Việt Nam Dân chủ Cộng hòa. Cũng vào ngày này, quân kháng chiến tại Nha Trang do Đại đội trưởng Võ Văn Ký bắt đầu cuộc phòng thủ Nha Trang tại Ga Nha Trang kéo dài 101 ngày.
- 1955 – Thủ tướng Ngô Đình Diệm đánh bại cựu hoàng Bảo Đại trong Cuộc trưng cầu dân ý miền Nam Việt Nam, 1955, được cho là giả dối, do em trai ông là Ngô Đình Nhu chỉ đạo về tương lai của nhà Nguyễn tại miền Nam Việt Nam.
- 1956 – Sự kiện năm 1956 ở Hungary khởi đầu như một cuộc hoạt động sinh viên lôi cuốn hàng nghìn người tham gia đi qua trung tâm Budapest tới Toà nhà Nghị viện.
- 1958 – Trong loạt truyện tranh Johan và Peewit của mình trên tuần báo Spirou, tác giả người Bỉ Peyo đã đưa ra một loạt các nhân vật tí hon màu xanh dương được gọi là The Smurfs.
- 1961 – Ngày mở đường Hồ Chí Minh trên biển, Bộ Quốc phòng ra Quyết định số 97/QĐ thành lập Đoàn 759, tiền thân của Lữ đoàn 125 Hải quân.
- 1983 – Nội chiến Liban: Những kẻ tấn công tự sát phá huỷ hai doanh trại tại Beirut, Liban, giết hại 241 nhân viên Hoa Kỳ và 58 lính dù Pháp thuộc Lực lượng đa quốc gia tại Liban.
- 1989 – Tổng thống Mátyás Szűrös chính thức tuyên bố nước Cộng hòa Hungary, thay thế nước Cộng hòa Nhân dân Hungary.
- 1991 – Hiệp định hòa bình Paris được ký kết bởi Cộng hòa Nhân dân Campuchia và Funcinpec, KPNLF, Khmer Đỏ, Việt Nam, Trung Quốc, Hoa Kỳ, Liên Xô và một số quốc gia khác.
- 2002 – Quân phiến loạn Chechnya chiếm đóng một nhà hát đông người tại Moskva, bắt gần 700 khán giả và diễn viên làm con tin trong Vụ khủng bố nhà hát Dubrovka Moskva.
- 2014 - Nhật thực 23 tháng 10 năm 2014 xảy ra và quan sát được từ viễn đông nước Nga cho đến hết Bắc Mỹ.
- 2018 - Tổng Bí thư Nguyễn Phú Trọng trở thành tân Chủ tịch nước Cộng hòa xã hội chủ nghĩa Việt Nam.

## Sinh
- 1924 – Nguyễn Phúc Vĩnh Lộc, tướng lĩnh Quân lực Việt Nam Cộng hòa (mất 2009)
- 1940 – Pelé, vua bóng đá người Brasil (mất 2022)
- 1987 – Seo In-guk, ca sĩ - diễn viên người Hàn Quốc
- 1727 – Hiếu Nghi Thuần Hoàng hậu, phi tần của Càn Long Đế, mẹ của Gia Khánh Đế (mất 1775)
- 1997 – Minnie, ca sĩ thần tượng người Thái Lan hiện đang hoạt động tại Hàn Quốc, thành viên nhóm nhạc (G)I-DLE
- 1989 – A Vân Ca, ca sĩ, diễn viên nhạc kịch người Mông Cổ (Trung Quốc)
- 2000 – Ningning, ca sĩ thần tượng người Trung Quốc hoạt động tại Hàn Quốc, thành viên nhóm nhạc aespa

## Mất
- 1910 – Vua Thái Rama V (s. 1853)
- 1915 – W. G. Grace, huyền thoại cricket Anh (s. 1848)[1]

## Những ngày lễ và kỷ niệm
- Ngày Quốc gia tại Hungary (1956)
- Năm Mới theo lịch Nepal Sambat
- Ngày mol